# Sarah Hanson-Young

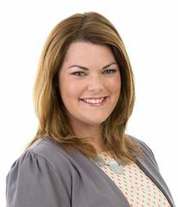
Sarah Hanson-Young

Sarah Hanson-Young (* 23. Dezember 1981 in Melbourne) ist eine australische Politikerin.

## Leben
Hanson-Young wuchs in Orbost in East Gippsland auf. Sie engagierte sich seit ihrer Schulzeit bei der Organisation Amnesty International. Nach ihrer Schulzeit begann sie ein Studium an der University of Adelaide.
Hanson-Young wurde Parteimitglied der Australian Greens. Seit Juli 2008 ist Hanson-Young für die australischen Grünen Senatorin im Australischen Senat. Sie ist die jüngste  Senatorin in der Geschichte Australiens.
Hanson-Young ist verheiratet und hat ein Kind.